# ادبیات فراهنجاری
ادبیات فراهنجاری (انگلیسی: Paranormal fiction) یا ادبیات پارانرمال، گونه‌ای از ادبیات داستانی است که کشش اصلی داستان بر پایه و اساس مضامین فراهنجاری است. جن‌گیر، پرونده‌های ایکس و چیزهای عجیب از جمله آثاری محسوب می‌گردند که در قالب همین ژانر می‌گنجند.